# Paracolax tristalis
Paracolax tristalis — вид лускокрилих комах з родини еребід (Erebidae).

## Поширення
Вид поширений в Європі та Північній Азії.

## Опис
Розмах крил 28-35 мм. Основний колір теплий піщано-коричневий, а переднє крило має цілі суббазальні та постмедіальні лінії.

## Спосіб життя
Літає моль з червня по серпень залежно від місця розташування. Личинки харчуються різними чагарниками і листяними деревами.